# Herbert Waldenberger
Herbert Waldenberger (* 27. Februar 1935 in Ludwigshafen; † 18. Juli 2017 in Landau-Queichheim) war ein deutscher Politiker (CDU). Er gehörte von 1970 bis 1990 dem rheinland-pfälzischen Landtag an.

## Leben
Waldenberger, der katholischer Konfession war, besuchte 1941 bis 1946 die Volksschulen in Ludwigshafen, Annweiler am Trifels und Wolfsbach, Landkreis Landshut und 1946 bis 1952 das altsprachliche Gymnasium in Landau. 1952 legte er dort die Mittlere Reife ab und besuchte 1952 bis 1955 die Berufsschule und machte eine kaufmännische Lehre in Landau. Nach dem Lehrabschluss 1955 als Industriekaufmann arbeitete er 1952 bis 1975 als Bilanz- und Lohnbuchhalter in einem mittelständischen Unternehmen der Baubranche, wo er 1969 Prokurist wurde. 1975 bis 1996 war er Geschäftsführer der Südpfalzwerkstatt für Behinderte in Offenbach an der Queich.

## Politik
Waldenberger wurde 1956 Mitglied der JU und CDU. 1960 bis 1964 war er Kreis- und 1964 bis 1970 Bezirksvorsitzender der JU sowie 1961 bis 1965 Mitglied des JU-Landesvorstands. In der CDU war er 1960 bis 1992 Mitglied des CDU-Kreisvorstands, 1978 bis 1992 Kreisvorsitzender und 1965 bis 1991 Mitglied des CDU-Bezirksvorstands Pfalz bzw. Rheinhessen-Pfalz. Er war Mitglied der CDA.
Kommunalpolitisch war er 1964 bis 1984 Mitglied des Stadtrats Landau und dort zeitweise stellvertretender Fraktionsvorsitzender.
Vom 2. Juni 1970 bis zum 28. Februar 1990 war er in der 6. bis 11. Wahlperiode Mitglied des Landtags. Im Landtag war er zunächst Mitglied im Rechtsausschuss und danach im Sozialausschuss. 1989 war er Mitglied der 9. Bundesversammlung.
Daneben war er 1976 bis 1991 Vorsitzender der LAG der Werkstätten für behinderte Menschen, 1976 bis 1996 Mitglied im Präsidium und 1984 stellvertretender Vorsitzender der Bundesarbeitsgemeinschaft der Werkstätten für behinderte Menschen, Mitglied im Senat der Stiftung Rehabilitation Heidelberg, im Vorstand des Katholischen Jugendfürsorgevereins der Diözese Speyer, Mitglied im Verwaltungsausschuss und 1999 bis 2011 Vorsitzender der Ökumenischen Sozialstation Landau, Mitglied im Kreisvorstand und 1996 bis 2000 Vorsitzender des Kreisvorstands der Europa-Union Landau.

## Auszeichnungen
- Bundesverdienstkreuz am Bande (1977)
- Bundesverdienstkreuz Erster Klasse (1983)
- Verdienstorden des Landes Rheinland-Pfalz (1996)

## Werke
- Umsatzsteuern in Werkstätten für Behinderte, drei Auflagen, 1997, 2001, 2005